# Vsevolod Starosselski
Vsevolod Dmitrievitch Starosselski (en russe : Всеволод Дмитриевич Старосельский) est un militaire russe né le 7 mars 1875 à Bakou. Il a commandé la Brigade cosaque persane de 1918 à 1920.
Il intègre le Corps des Pages le 1er septembre 1893 et sera nommé à l'issue de sa formation le 12 août 1895, cornette du régiment de uhlans de la garde impériale. Le 1er janvier 1909, on le nomme adjoint au commandant adjoint en chef du district militaire du Caucase.
Considéré à l'époque en Iran comme un héros national pour avoir vaincu les Bolcheviques et libéré la région de Mazandaran, il fut licencié par le Chah le 26 octobre 1920. Il émigre aux États-Unis en 1924 et s'installe en Californie où il possède un ranch. Mort le 29 juin 1935, d'un accident vasculaire cérébral, il est enterré au Hollywood Forever Cemetery. 